# Centro medico regionale di Landstuhl
Il Centro medico regionale di Landstuhl (in inglese: Landstuhl Regional Medical Center, LRMC) è un ospedale militare della Germania sud-occidentale sito nei pressi della città di Landstuhl e gestito dall'esercito statunitense. Fa parte del programma sanitario Tricare.
Si tratta del più grande ospedale militare statunitense al di fuori dei confini nazionali ed è l'unico centro medico oltreoceano ad esser stato certificato come centro per i traumi di livello II.

## Storia
Il 28 novembre 1951 un gruppo di 15 medici militari presero il controllo delle operazioni presso l'ospedale di Landstuhl e nelle settimane successive iniziò la costruzione di un ospedale da 1000 letti gestito dalle forze armate statunitensi nell'area delle Kirchberg Casern, ribattezzate in Wilson Barracks in memoria del caporale Alfred Wilson. Il 9 marzo 1953, prima ancora che la costruzione venisse completata, vi furono trasferiti 375 pazienti; l'inaugurazione si tenne il successivo 5 aprile.
L'ospedale, che assunse l'attuale nome nel 1994, svolse un ruolo di fondamentale importanza per i militari statunitensi impiegati nelle operazioni Eagle Claw, Desert Shield e Desert Storm oltre che nella guerra del Kosovo e trattò anche numerosi feriti e vittime delle esplosioni di Beirut del 1983, dell'attentato alla discoteca La Belle di Berlino Ovest del 1986, della collisione aerea di Ramstein del 1988, dell'attentato all'ambasciata di Nairobi del 1998 e dell'attentato allo USS Cole del 2000.